# Jeredyci
Jeredzi – w religii mormonów naród opisywany w Księdze Etera. Według wierzeń mormońskich założycielem rodu był Jered, który, wraz z bratem i przyjaciółmi, uniknął pomieszania języków, jakie zesłał Bóg na budowniczych „wielkiej wieży”. Księga Etera opisuje, że Bóg zaprowadził Jeredów do Ziemi Obiecanej, którą mormoni interpretują jako Amerykę. 
Według Księgi Etera późniejsze pokolenia Jeredów odstąpiły od przymierza z Bogiem, za co zostały ukarane wojnami, w których cały naród wyginął.